# Spominski znak Luka Koper
Spominski znak Luka Koper je spominski znak Slovenske vojske, ki je namenjen vsem ljudem, ki so sodelovali pri umiku zadnjih pripadnikov JLA iz Slovenije preko Luke Koper. Spominski znak je bil ustanovljen 15. marca 2004.

## Upravičenci
Spominski znak Luka Koper se lahko podeli pripadnikom voda stalne sestave 43. Obm ŠTO Izola, pripadnikom stalne sestave poveljstva 43. Obm ŠTO Izola, pripadnikom PEM UNZ Koper, pripadnikom Specialne enote policije, pripadnikom borbene skupine 30. RSK, ki je delovala na območju Kopra, delavcem službe varovanja Luke Koper ter vodstvu akcije, ki so sodelovali pri pripravi in izvedbi odhoda zadnjega vojaka JLA iz
Republike Slovenije.

## Opis
Spominski znak Luka Koper ima obliko ščita iz poznogotskega obdobja, visok je 35 mm in v najširšem delu širok 30 mm. Kovan je iz 2 mm debelega bakra, pozlačen, pobarvan in prevlečen s prozornim poliestrskim emajlom. Barve znaka so barve slovenske zastave. Zgornji del znaka je bele barve, srednji del je modre, spodnji del pa rdeče barve. V zgornjem delu znaka je 4 mm velik napis LUKA KOPER, v osrednjem je stilizirana ladja ob pomolu s svetilnikom, v spodnjem delu pa je 3,5 mm velik napis 26. 10. 1991. Napisi na znaku, obrobe in črte med barvami so pozlačeni in polirani.
Vsak znak je na zadnji strani oštevilčen in ima priponko.

## Nadomestne oznake
Nadomestna oznaka je modre barve z zlatim lipovim listom.

## Nosilci
- seznam nosilcev spominskega znaka Luka Koper

== Viri ==s
- Objave Ministrstva za obrambo, št. 234, 24. september 2004